# Gare des Bardys
La gare des Bardys est une gare ferroviaire française de la ligne des Aubrais - Orléans à Montauban-Ville-Bourbon, située sur le territoire de la commune de Saint-Priest-Taurion, au lieu-dit Les Bardys, dans le département de la Haute-Vienne, en région Nouvelle-Aquitaine.
Elle est mise en service en 1856 par la Compagnie du chemin de fer de Paris à Orléans (PO). C'est une halte de la Société nationale des chemins de fer français (SNCF), du réseau TER Limousin, desservie par des trains express régionaux. Elle est ouverte au service Fret SNCF.

## Situation ferroviaire
Établie à 334 mètres d'altitude, la halte des Bardys est située au point kilométrique (PK) 389,263 de la ligne des Aubrais - Orléans à Montauban-Ville-Bourbon, entre les gares d'Ambazac et Limoges-Bénédictins, dont elle est séparée par la gare fermée du Palais.

## Histoire
La station qui dessert le bourg de Saint-Priest-Taurion est mise en service le 2 juin 1856 par la Compagnie du chemin de fer de Paris à Orléans (PO), lorsqu'elle ouvre à l'exploitation la section d'Argenton à Limoges.
La recette de la gare de « Les Bardys-Saint-Priest » pour l'année 1884 est de 66,213 francs.

## Service des voyageurs

### Accueil
Halte SNCF, c'est un point d'arrêt non géré (PANG) à entrée libre. Elle est équipée de deux quais latéraux : le quai 1 dispose d'une longueur utile de 158 m et le quai 2 d'une longueur utile de 180 m, avec chacun un abri voyageurs. 
La traversée des voies et le changement de quai se font par un platelage posé entre les voies (passage protégé).

### Dessertes
Les Bardys est une halte régionale SNCF, du réseau TER Nouvelle-Aquitaine, desservie par des trains express régionaux de la relation Limoges-Benedictins - Vierzon.

### Intermodalité
Un parking pour les véhicules y est aménagé.

## Service des marchandises
La gare des Bardys est ouverte au service Fret SNCF, uniquement pour des trains massifs sur installations terminales embranchées.